# Sdílení karet
Sdílení karet, známé také jako sdílení řídicích slov, je metoda dovolující více klientům nebo digitálním televizním přijímačům využívat služby placené televizní sítě pouze s jednou platnou předplatitelskou kartou díky elektronickému sdílení části výstupních dat z legitimní čipové karty pro podmíněný přístup, což umožňuje všem příjemcům současně dešifrovat data ze zakódovaných proudů digitálního televizního vysílání v šifrované televizní síti.
Legitimní čipová karta je připojena k hostitelskému digitálnímu televiznímu přijímači, který je opatřen softwarem pro sdílení dešifrovaných 64bitových „řídicích slov“ sloužících jako `klíč pomocí počítačové sítě. Jakmile klient získá tento klíč, může dešifrovat šifrovaný obsah, jako kdyby používal vlastní předplatitelskou kartu.
Teorii sdílení karet jako potenciální vektor útoku na šifrování placené TV popsal v roce 1996 John McCormac v knize European Scrambling Systems; proto se pro překonání ochrany předplatitelských karet nazývá „McCormac Hack“. 

## Fungování systému podmíněného přístupu
Bezpečnost systému podmíněného přístupu s čipovou kartou je omezena bezpečností použitého standardu digitálního televizního vysílání. Normální fungování legitimních čipových karet spočívá v dešifrování ECM (Entitlement Control Message), kterým se získá řídicí slovo umožňující dešifrování přenášených dat. Při sdílení karet se však obchází bezpečnostní vlastnosti čipové karty: software zachycuje dešifrované řídicí slovo a umožňuje uživateli jej sdílet pomocí počítačové sítě.

## Pirátské dešifrování
Sdílení karet je oblíbenou metodou pirátského dešifrování. Významná část vývoje hardwaru a softwaru pro sdílení karet se uskutečnila v Evropě, kde národní hranice znamenají, že uživatelé mohou přijímat signál satelitní televize z několika zemí, ale kvůli licenčním omezením televizních společností nemohou získat zákonné předplatné.
Protože délka řídicího slova je malá (64 bitů), je možné řídící slovo distribuovat více různým klientům pomocí počítačové sítě. Proto vznikaly skupiny osob zabývající se sdílením karet. Jejich členové mohou sdílet předplatitelské karty v rámci skupiny sdílení jejich s skupina, a naopak, jsou schopni přijímat všechny kanály, které lze dešifrovat kartou některého z uživatelů, jako kdyby uživatel vlastnil všechny předplatitelské karty zapojené do sítě. Existují také sítě, v nichž je k jednomu serveru připojeno několik legitimních účastnických karet. Přístup k tomuto serveru je pak omezen na uživatele, kteří za poskytování řídicích slov provozovateli serveru platí.

## Používání více přijímačů
Zřejmě legitimní použití sdílení karet je sdílení řídicího slova v rámci domácnosti, kde zaplacení televizního předplatného autorizuje uživatele k dešifrování signálu jednou čipovou kartou. Poskytovatelé obsahu obvykle poskytují prostředky pro sledování kanálů pomocí druhé čipové karty, při zaplacení o něco vyšších poplatků. Příkladem je Sky Multiroom používaná ve Spojeném království. V některých případech však smlouva mezi účastníkem a poskytovatelem obsahu tento druh sdílení karet implicitně nebo explicitně zakazuje.

## Protiopatření
Sdílení karet se týká všech poskytovatelů podmíněného přístupu, i společností provozujících placenou televizi, i DVB konsorcia. Sdílení karet využívá, DVB-CSA, systém kódování, který je nedílnou součástí DVB standardu, což znamená, že dekódování lze použít pro program šířený každým poskytovatelem šifrovaného digitálního televizního vysílání. Proto různé strany implementovaly různá protiopatření, s cílem tomu trvale zabránit.

### Technická protiopatření
Jednou z technických metod, které implementovali poskytovatelé např. Irdeto a NDS, spočívá v aktualizaci softwaru digitálního přijímače poskytovaného pro příjem předplatné televize. Aktualizovaný software implementuje uvnitř přijímače další vrstvu šifrování. Místo toho, aby se z čipové karty do mikroprocesoru přijímače posílala dešifrovaná řídicí slova, která lze zachycovat a dále distribuovat, bude dešifrované ECM ve skutečnosti šifrované řídicí slovo, které může být dešifrováno pouze legitimním přijímačem neumožňujícím sdílení karet. Jednodušší metodou, kterou používá několik poskytovatelů, je jednoduché zvýšení frekvence změn řídicího slova. Pokud se řídicí slovo mění často, např. každých několik sekund, je systém sdílení čipových karet vystaven zvýšenému zatížení, které může znechutit uživatele krátkými, ale častými výpadky dekodéru.
Stále více se prosazuje jiná metoda, tzv. „Card pairing“, které efektivně spojuje kartu se zařízením, v němž je použita (např. set-top boxem, modulem podmíněného přístupu nebo dekódovací čipovou sadou televize) spolu s omezením, že karta může být použita pouze v tomto zařízení.

### Právní protiopatření
Významným problémem při sdílení karet po internetu je, že tuto činnost lze sledovat trasováním IP adresy zdroje – ačkoli se tím neidentifikuje konkrétní jednotlivec, může vést k určitému poskytovateli Internetu nebo předplatiteli TV služby. Byly vedeny případy trestního stíhání proti serveru sloužícímu ke sdílení karet. V srpnu 2009 byl stíhán muž z Liverpoolu za přeprodávání služeb sítě sdílení karet platícím zákazníkům. Byl to první takový případ tohoto typu v Británii. Začátkem roku 2011 došlo v Británii je dvěma dalším raziím, které inicioval britský kabelový operátor Virgin Media.

### DVB-CSA3
V roce 2007 projekt DVB schválil a začal licencovat nový kódovací systém pro ochranu DVB obsahu nazývaný CSA3. Tento nový systém by měl odstranit mnoho nedostatků původního systému DVB-CSA mj. využitím šifrování se 128bitovým AES klíčem. Systém by měl být „hardwarově přátelský a softwarově nepřátelský“, což znamená, že jeho reverzní inženýrství potřebné pro vytvoření aplikace pro sdílení karet, bude velmi obtížné.